# アレックス・ジョン・バナル
アレックス・ジョン・バナル（Alex John Banal、1988年12月28日 - ）は、フィリピンの元プロボクサー。ブキドノン州出身。元WBOアジア太平洋バンタム級王者。通称A・J・バナル。

## 来歴
2006年7月22日、タグビラランのアイランド・シティ・モール・カー・パークでアリ・ロシュマドと対戦し、5回1分35秒KO勝ちを収めた。
2006年10月21日、マンダウエのマンダウエシティ・スポーツ・アンド・カルチャー・コンプレックスでアンギー・アンコタと対戦し、10回3-0（99-90、100-89、98-91）の判定勝ちを収めた。
2007年1月20日、セブのウォター・フロント・ホテル・アンド・カジノでエサウ・ガオナとWBOアジア太平洋スーパーフライ級ユース王座決定戦を行い、初回1分8秒KO勝ちを収めた。
2007年12月2日、ケソン市のアラネタ・コロシアムでジョバンニ・ソトと対戦し、9回2分15秒TKO勝ちを収めた。
2008年4月6日、アラネタ・コロシアムでカリル・ヘレーラとIBF世界スーパーフライ級挑戦者決定戦を行い、4回1分18秒KO勝ちを収めディミトリー・キリロフへの挑戦権を獲得した。
2008年7月26日、セブのセブ・コロシアムでラファエル・コンセプションとWBA世界スーパーフライ級暫定王座決定戦を行い、10回2分35秒KO負けを喫し王座を獲得出来なかった。
2009年1月31日、タグビラランのアイランド・シティ・モール・カー・パークでノルディー・マナカネと対戦し、4回1分11秒KO勝ちを収めた。
2009年5月16日、セブのセブ・コロシアムでムブワナ・マツムラと対戦し、2回2分23秒KO勝ちを収めた。
2010年7月17日、タグビラランのカルロス・ガルシア・フットボール・スタジアムでBig YooとWBOアジア太平洋バンタム級王座決定戦を行い、5回1分59秒KO勝ちを収め王座を獲得した。
2012年10月20日、フィリピンメトロ・マニラの都市パサイのSMモール・オブ・アジア内にあるモール・オブ・アジア・アリーナでホルヘ・アルセの王座返上に伴うWBO世界バンタム級王座決定戦をプンルアン・ソー・シンユーと行うが、9回1分45秒TKO負けを喫し王座を獲得出来なかった。

## 獲得タイトル
- WBOアジア太平洋スーパーフライ級ユース王座
- WBOアジア太平洋バンタム級王座（防衛5）